# Acerentomon album
Acerentomon album är en urinsektsart som beskrevs av Imre Loksa 1966. Acerentomon album ingår i släktet Acerentomon och familjen lönntrevfotingar. Inga underarter finns listade i Catalogue of Life.